# Loose Salute
| Recensione       | Giudizio |
| ---------------- | -------- |
| AllMusic         | [ 1 ]    |
| Robert Christgau | B+       |

Loose Salute è un album discografico a di Michael Nesmith & The First National Band, pubblicato dalla casa discografica RCA Victor Records nel novembre del 1970.

## Tracce
Lato A
Testi e musiche di Michael Nesmith, eccetto dove indicato.
1. Silver Moon – 3:15
2. I Fall to Pieces – 2:56 (Hank Cochran, Harlan Howard)
3. Thanx for the Ride – 2:48
4. Dedicated Friend – 2:27
5. Conversations – 3:27

Lato B
Testi e musiche di Michael Nesmith.
1. Tengo amore – 3:00
2. Listen to the Band – 2:35
3. Bye, Bye, Bye – 3:17
4. Lady of the Valley – 2:57
5. Hello Lady – 3:49

## Formazione
- Michael Nesmith - voce, chitarra ritmica
- O.J. Red Rhodes - chitarra pedal steel
- John London - basso
- John Ware - batteria

Ospite
- Glen D. Hardin - pianoforte

Note aggiuntive
- Michael Nesmith - produttore
- Registrazioni effettuate al RCA's Music Center of the World di Hollywood, California
- Pete Abbott - ingegnere delle registrazioni
- Charles Bragg - illustrazione copertina album
- Henry Diltz - fotografie
- Layton Huber - art direction e design album (per la Circe Design & Production)[4]